# 春申路
 春申路，是上海市闵行区中部的一条东西向道路，西起沪闵公路接沁春路，东至老沪闵路接徐汇区华泾路，全长4.6公里。该道路始建于1998年，以道路南部春申塘命名。
其中，华泾港-老沪闵路段是全路段最晚开通的部分，于2014年进行环评公示，2015年开建，2016年10月通车。

## 主要交会道路
由西向东：
- 沪闵公路接沁春路
- 天河路
- 普洱路
- 都市路
- 宝城路
- 沪金高速（双侧匝道）
- 畹町路
- 伟业路
- 莲花南路
- 集心路
- 梅富路
- 梅强路
- 普乐路
- 虹梅南路（虹梅高架路接市区方向上匝道）
- 蔷薇路
- 兴南路
- 老沪闵路接华泾路

## 公共交通

### 轨道交通
- 5号线：春申路站

## 临近主要建筑
- 上海市闵行区人民检察院
- 原解放日报报业集团大厦